# Picasa
A Picasa, Inc. digitális fényképészettel foglalkozó cég volt Pasadenában, ami az azonos nevű fényképrendező alkalmazást fejlesztette. 2004 júliusában a Google megvásárolta a Picasát az Idealabtól, és forgalmazni kezdte a Picasa ingyenesen letölthető változatát.

## Picasa szoftver
A Picasa egy fényképek kezelésére, rendezésére, módosítására használható számítógépes program. Egyszerűen végezhető vele színkorrekció, vörösszem-eltávolítás és képkivágás. Funkciói közé tartozik a fényképezőgépen tárolt képek beolvasása, diavetítés, nyomtatás és a képek időrendi listázása is.
A képek albumokba rendezhetők, amiket aztán kollekciókba lehet rendezni. A képeket „fogd és vidd” módszerrel lehet az albumokon belül rendezni. A képeket át lehet méretezni, külső használatra exportálni, e-mailben elküldeni vagy kinyomtatni. Szintén beépített mechanizmussal kezeli az internetes nyomatrendelést.
A Picasa filozófiájának egyik alapelve, hogy soha nem írja felül az eredeti képeket, ezt úgy oldja meg, hogy a Picasával végzett módosítások csak a különbségfájlokban tárolódnak el, és csak a programon belül látszanak. Ahhoz, hogy más szoftverekben is használhatók legyenek a változások, a képeket exportálni kell. A képeket fel lehet tölteni a Picasa Web Albumsra, ami egy ingyenes internetes tárolóhely.
A hasonló szoftverek közé tartozik például az Apple iPhoto-ja, a Linspire Lphoto-ja, az Adobe Photoshop Albuma és az F-Spot.

## Picasa Web Albums
A Picasa Web Albums a képek megosztására szolgáló webes alkalmazás, olyasmi, mint a Flickr vagy a Zooomr.
A felhasználók 1 GB tárhellyel rendelkeznek, ami éves díj ellenében akár több száz GB-ra megnövelhető. A képeket fel lehet tölteni a webes felületen, a Picasa alkalmazással (Microsoft Windowson, illetve Linuxon), illetve az iPhoto Exporterével, vagy az Uploader alkalmazással Mac OS X alatt , vagy az F-Spottal GNU/Linuxon. A fizetős és az ingyenes változatnál is lehetőség van a fotók eredeti és kisebb felbontású feltöltésére, és az „eredeti” fotó is letölthető az oldalról.
A Picasa Web Albumsról először 2006. június 6-án szivárogtak ki részletek.  2006. október 11-én távolították el a „Test” címkét az alkalmazásról.
A Picasa Web Albums oldalra a Google nem tesz ki reklámokat. A felhasználási feltételek  lehetővé teszik a Google számára a feltöltött képek díjmentes használatát a szolgáltatás reklámozására.
Az oldalra videókat is fel lehet tölteni, ez a szolgáltatás kezdetben csak a fizetős felhasználók számára volt hozzáférhető.
A szolgáltatás kezdetben 250 MB kép feltöltését tette lehetővé, 2007. március 8-ától ezt megemelték 1 GB-ra (és az ígéretek szerint folyamatosan növelni fogják).
2007. június 27-étől a Picasa Web Albumsban minden albumhoz, és az egyes képekhez is helyszíneket lehet hozzárendelni, a képeket a térképen oda lehet húzni a hozzárendelt helyszínhez. Szintén június 27-étől rövid ideig hozzáférhető volt a magyar felület, majd ezt átmenetileg augusztus közepéig (a magyar nyelvű Picasa program elkészültéig) kikapcsolták.
2016. március 15-én a Google bejelentette, hogy a félév során kivezeti a szolgáltatások köréből, és helyette a Google Fotók szolgáltatást javasolta használni.

## Verziótörténet
- 1.618 (build unknown) 2004. július – az első ingyenesen letölthető verzió, mióta a Picasa céget a Google felvásárolta
- 2.0.0 (build 18.77) 2005. január 18. – rengeteg új funkció, köztük fejlett keresés, automatizált fotókollázs-készítő, kibővített képszerkesztési funkciók és további integráció a Hellóval és a Google Blogger szolgáltatásával.
- 2.0.0 (build 18.84) 2005. június 8. – hibajavítások.
- 2.1.0 (build 27.60) 2005. szeptember 19. – több nyelv támogatása, képek feltöltése blogszolgáltatásokra egy kattintással, CD-borítók nyomtatása, RAW fájlok továbbfejlesztett kezelése, külső meghajtók továbbfejlesztett támogatása.
- 2.2.0 (build 28.20) 2006. január 30. – 25 új nyelv támogatása, hálózati meghajtók kezelése, javítások az IE7 támogatása és a CD-írás terén.
- 2.5.0 (build 32.01) 2006. június 12. – Picasa Web Albums támogatása
- 2.5 (build 32.94) 2006. szeptember 15. – hibajavítások, már nem béta
- 2.6.0 (build 35.97) 2006. december 13. – a 2.6-os már nem béta, videók feltöltése
- 2.7.0 (build 37.23) 2007. augusztus 21. – magyar nyelvi támogatás, a RAW fotók jobb kezelése, a Google Earth-szel való Geotag taggelés
- 3.0
  - 3.0.0 beta Build 57.19.0[2] 2008. szeptember 2. - a Picasa 3.0 első publikus bétája
  - 3.0.0 beta Build 57.53.0[2] 2008. november 21. - a végleges Picasa 3.0
- 3.6.0 (Build 105.41) – 2010. február 24. A 3.6-os verzió 38 nyelven, így magyarul is hozzáférhető lett. Újdonság az arcfelismerés és az arcok címkézése, a közös (kollaboratív) albumok létrehozása.[3]
- 3.8 (Build 117.16) – 2010. október 20. – integráció a Picnik online fotószerkesztővel, „face movie” (videóklip készítése adott személy felismert arcaiból álló album fotóiból), tömeges feltöltés és jobb integráció a Picasa Web Albumsszal, színkezelés támogatása, XMP metaadatok, külső meghajtók hatékonyabb kezelése stb.[4]
- 3.9.0 (Build 117.43) – 2011. december 9. – Google+-integráció, WebP-támogatás, új kamerák RAW-formátumainak támogatása, OAuth-támogatás, két kép egymás melletti szerkesztése, új képszerkesztő-effektusok.[5][6]